# 緊縮型頭痛
緊縮型頭痛，也稱為壓力型頭痛或緊張型頭痛，是最常見的原發性頭痛類型。疼痛可以從頭部的下背部、頸部、眼睛或身體的其他肌肉群放射，通常會影響頭部的兩側。緊縮型頭痛佔所有頭痛的近90%。
止痛藥，如阿司匹林和布洛芬，可有效治療緊縮型頭痛。三環類抗抑鬱藥則一般用於預防。
截至2016年，緊縮型頭痛影響約18.9億人，女性比男性更常見（分別為23%比及18%）。

## 外部連結
- 台灣頭痛學會 （页面存档备份，存于）（繁體中文）
- 非類固醇消炎止痛藥-香港醫院藥劑師學會（繁體中文）
- 梭玛医疗：头痛 （页面存档备份，存于）（简体中文）
- 中的“緊縮型頭痛”